# 신어BTS
신어BTS는 경상남도 김해시에 본사를 둔 김해시의 시내버스 운송 회사로 계열사로는 창원시의 시내버스 업체인 마창여객, 합천군의 농어촌버스 업체인 수려한합천버스, 목포시의 시내버스 업체인 목포BTS가 있다.

## 주요 연혁
- 2023년 4월: 회사 설립

## 운행 노선

### 도시형버스
- ● 911번 : 감분마을 ~ 가야대역 ~ 장신대역 ~ 구산육거리 ~ 지내역 ~ 강서구청역 ~ 덕천교차로
- ● 912번 : 신어차고지 ~ 감분마을 ~ 구산동 ~ 활천고개 ~ 인제대학교 ~ 지내동삼거리 ~ 대저역 ~ 덕천교차로
- ● 913번 : 불암동(선암다리) ~ 시례 ~ 초정 ~ 대동수문 ~ 구포시장

## 보유 차량

#### 자일대우버스
- 자일대우 NEW BS110

#### KGM커머셜
- KGM 스마트 110

#### 현대자동차
- 현대 뉴 슈퍼 에어로시티

## 같이 보기
- 마창여객
- 목포BTS
- 수려한합천버스